# Südschleswigscher Wählerverband
Südschleswigscher Wählerverband, acronim SSW, este formațiunea politică a danezilor din Germania. Conform legii electorale din 1955 SSW este scutită de cerința îndeplinirii pragului electoral de 5 % pentru parlamentul landului Schleswig-Holstein.

## Guvernare regională
SSW a întrunit la alegerile din 6 mai 2012 pentru parlamentul landului Schleswig-Holstein 4,6 % din voturi și a obținut astfel 3 mandate din totalul de 69 mandate parlamentare. Din 2012 până in 2017 SSW s-a aflat în coaliția de guvernare a landului Schleswig-Holstein, alături de SPD și Verzi.

## Guvernare comunală
În turul al doilea al alegerilor pentru primăria orașului Flensburg, tur desfășurat la 21 noiembrie 2010, candidatul SSW s-a impus cu 54,8 % din voturi în contra candidatei CDU. Formațiunea SSW deține 9 din cele 43 de mandate de consilieri locali ai orașului Flensburg (corespunzător celor 22,04 % din voturi obținute).